# علي راجا
علي راجا (بالإنجليزية: Ali Raja)‏ هو لقب ملك مملكة أراكال من القرن السادس عشر إلى بدايات القرن التاسع عشر. ويتولى أكبر الأبناء سنا في العائلة العرش سواء كان ذكرا أو أنثى، وتلقب الملكة بلقب أراكال بيفيس